# Lasius
Lasius er en slægt af myrer. Arterne i slægten er udbredt over hele den nordlige halvkugle. Der er adskillige arter i Danmark, og blandt dem nogle af de mest velkendte.

## Arter
Nogle af de 10 danske arter i slægten Lasius:
- Art: Brun træmyre Lasius brunneus
- Art: Gul engmyre Lasius flavus
- Art: Gul jordmyre Lasius umbratus
- Art: Hedemyre Lasius alienus
- Art: Orangemyre Lasius fuliginosus
- Art: Sandjordsmyre Lasius psammophilus
- Art: Sort havemyre Lasius niger